# Monchy-Saint-Éloi

Monchy-Saint-Éloi este o comună în departamentul Oise, Franța. În 1 ianuarie 2022 avea o populație de 2.161 de locuitori.